# Enrico da Susa
Enrico da Susa, anomenat Hostiensis (Susa c. 1200 - Lió 25 d'octubre o 6 de novembre 1271) fou canonista i cardenal piemontès de l'Església catòlica.
No és clar si pertangué a la família De Bartolomeis a Susa. Es doctorà en ambdós Drets a Bolonya i s'ordenà sacerdot abans de 1233.
En 1235 fou prior del cabil catedralici d'Antibes, i en 1244 fou nomenat bisbe de Sisteron. Des de 1250 fins al seu nomenament com a cardenal fou arquebisbe d'Ambrun a França. El papa Urbà IV el nomenà el 22 de maig de 1262 cardenal d'Òstia. Des de 1236 estigué actiu com a diplomàtic per a Papes com Innocenci IV i reis com Enric III d'Anglaterra. L' Hostiensis fou un dels més famosos i importants canonistes del seu temps, i influí en autors catalans medievals com Francesc Eiximenis. Compongué diversos treballs, entre d'altres, Lectura in Decretales Gregorii IX, Summa super titulis Decretalium (també anomenada Summa aurea) i Lectura in Decretales Innocentii IV. Tingué una especial preocupació per la representació del concepte d'Aequitas al Dret Canònic. No és pas segur que donés classes sobre les Decretals en 1239 a Paris.